# Tachytrechus inopinatus
Tachytrechus inopinatus är en tvåvingeart som beskrevs av Octave Parent 1934. Tachytrechus inopinatus ingår i släktet Tachytrechus och familjen styltflugor. Inga underarter finns listade i Catalogue of Life.